# Rothmannia jollyana
Rothmannia jollyana är en måreväxtart som beskrevs av Nicolas Hallé. Rothmannia jollyana ingår i släktet Rothmannia och familjen måreväxter. Inga underarter finns listade i Catalogue of Life.